# Stilpnus
Stilpnus är ett släkte av steklar som beskrevs av Johann Ludwig Christian Gravenhorst 1829. Stilpnus ingår i familjen brokparasitsteklar.

## Bildgalleri

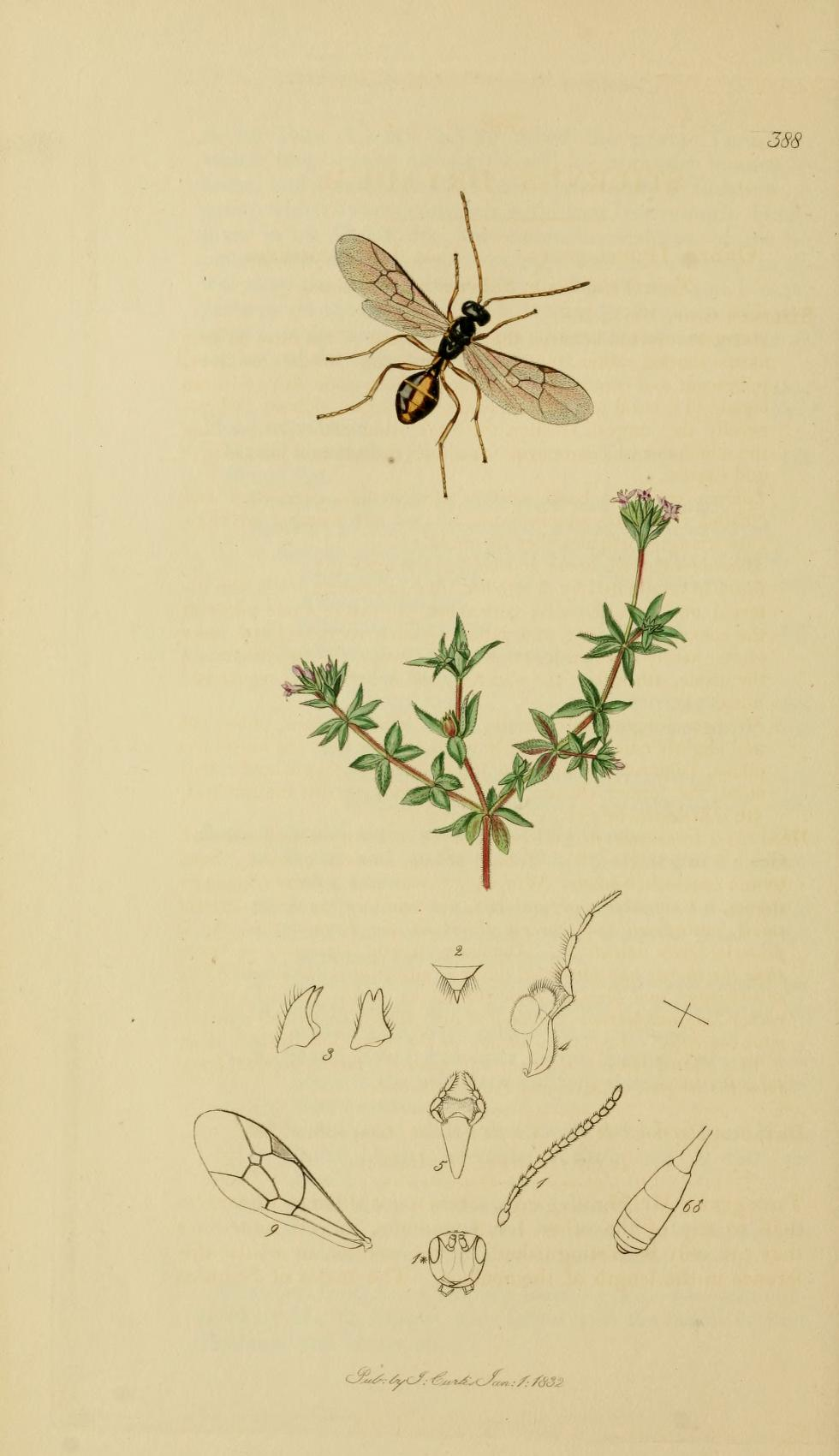

## Dottertaxa tillStilpnus, i alfabetisk ordning[1][2]
- Stilpnus adanaensis
- Stilpnus analogus
- Stilpnus blandus
- Stilpnus bottnicus
- Stilpnus crassicornis
- Stilpnus crassicronis
- Stilpnus deplanatus
- Stilpnus fallax
- Stilpnus gagates
- Stilpnus gagatiformis
- Stilpnus grassator
- Stilpnus henryi
- Stilpnus japonicus
- Stilpnus laevis
- Stilpnus leptomerus
- Stilpnus linearis
- Stilpnus major
- Stilpnus mediocris
- Stilpnus melanarius
- Stilpnus montanus
- Stilpnus monticola
- Stilpnus nigricornis
- Stilpnus novitius
- Stilpnus oligocenus
- Stilpnus oligomerus
- Stilpnus oreophilus
- Stilpnus parvulus
- Stilpnus pavoniae
- Stilpnus rectangulus
- Stilpnus rossicus
- Stilpnus subcoriaceus
- Stilpnus subimpressus
- Stilpnus subzonulus
- Stilpnus taiwanensis
- Stilpnus tenebricosus
- Stilpnus vicinus